# Or Solomon
Or Solomon (in ebraico אור סולומון‎?; Gerusalemme, 27 agosto 1993) è un ex cestista israeliano.